# Aero Flight
Aero Flight é uma empresa extinta da Alemanha que fora fundada em 2000. A empresa localizava-se em Oberursel, na Alemanha.

## História
A companhia aérea foi fundada em março de 2000 e iniciou suas operações em 26 de março de 2004. A Aero Flight partiu da companhia aérea Aero Lloyd.